# Julia (película de 1977)
Julia es una película de 1977 dirigida por Fred Zinnemann, basada en el libro Pentimento, de Lillian Hellman, un retrato de la historia que tuvo la escritora con su amiga Julia, que trabajó en actividades antinazis antes de la Segunda Guerra Mundial.
La película está protagonizada por Jane Fonda, Vanessa Redgrave, Jason Robards, Hal Holbrook, Rosemary Murphy, Maximilian Schell y Meryl Streep (en su debut cinematográfico).
Julia fue estrenada en cines el 2 de octubre de 1977 por 20th Century Fox. La película recibió críticas generalmente positivas de los críticos y recaudó $ 20,7 millones contra su presupuesto de $ 7 millones. Recibió 11 nominaciones principales en la 50.ª edición de los Premios Oscar, incluida la de Mejor Película , y ganó tres premios: Mejor Actor de Reparto (por Robards), Mejor Actriz de Reparto (por Redgrave) y Mejor Guion Adaptado . 

## Sinopsis
Dos amigas se separan en la adolescencia y viven distanciadas durante la Segunda Guerra Mundial. Mientras una se va a estudiar a Oxford y a Viena, la otra se convierte en una famosa escritora.

## Reparto
- Jane Fonda como Lillian
- Vanessa Redgrave como Julia
- Jason Robards como Hammett
- Hal Holbrook como Alan
- Rosemary Murphy como Dottie
- Maximilian Schell como Johann
- Dora Doll
- Elisabeth Mortensen como la chica pasajera
- Meryl Streep como Anne Marie
- John Glover como Sammy
- Lisa Pelikan como Julia de joven
- Susan Jones como Lillian de joven
- Maurice Denham
- Gerard Buhr
- Cathleen Nesbitt como la abuela
- Lambert Wilson como Walter Franz

La película marcó el debut de las actrices Meryl Streep y Lisa Pelikan.

## Recepción de la crítica
Actualmente tiene una calificación del 76% en Rotten Tomatoes de 29 reseñas.
La respuesta varió de positiva a mixta, generalmente elogiando el escenario y la actuación de época, pero criticando el guion y la incapacidad de retratar adecuadamente la amistad entre los dos protagonistas. Variety le dio una crítica positiva, elogiando a Jane Fonda y Vanessa Redgrave por ser "dinamita juntas en la pantalla", la producción de Richard Roth como "hermosa y de buen gusto", así como el vestuario de época y el diseño de producción.
Roger Ebert calificó la película como una "historia fascinante", pero sintió que la película sufría al ser contada desde el punto de vista de Lillian Hellman. "La película nunca establece realmente una relación entre las dos mujeres", escribió. "Es incómoda la forma en que la película tiene que suspenderse entre Julia, su tema aparente, y Lillian Hellman, su tema real". Le dio dos y media de cuatro estrellas.
John Simon dijo de Julia: "Muy poco de lo que sucede en la película es intrínsecamente interesante".
TV Guide le dio tres de cinco estrellas y lo declaró "Hermosamente elaborado, nominado a once premios de la Academia, un gran éxito en la taquilla y un fracaso dramático... Si te gusta el esmalte de uñas rojo, el falso cinismo, dolorosamente sonrisas valientes y estaciones de tren europeas, Julia puede ser tu tipo de cóctel".

## Premios y nominaciones

### Oscar
| Año  | Categoría                     | Película                   | Resultado  |
| ---- | ----------------------------- | -------------------------- | ---------- |
| 1977 | Mejor Película                | Mejor Película             | Candidata  |
| 1977 | Mejor Director                | Fred Zinnemann             | Candidato  |
| 1977 | Mejor Actriz                  | Jane Fonda                 | Candidata  |
| 1977 | Mejor Actor de Reparto        | Jason Robards              | Ganador    |
| 1977 | Mejor Actor de Reparto        | Maximilian Schell          | Candidato  |
| 1977 | Mejor Actriz de Reparto       | Vanessa Redgrave           | Ganadora   |
| 1977 | Mejor Guion Adaptado          | Alvin Sargent              | Ganador    |
| 1977 | Mejor Montaje                 | Walter Murch Marcel Durham | Candidatos |
| 1977 | Mejor Fotografía              | Douglas Slocombe           | Candidato  |
| 1977 | Mejor Diseño de Vestuario     | Anthea Sylbert             | Candidata  |
| 1977 | Mejor banda sonora - Original | Georges Delerue            | Candidato  |